# Jakob Knollmüller
Jakob Knollmüller (* 26. Juli 2003 in Baden) ist ein österreichischer Fußballspieler.

## Karriere

### Verein
Knollmüller begann seine Karriere beim FCM Traiskirchen. Zur Saison 2016/17 wechselte er in die AKA St. Pölten, in der er sämtliche Altersstufen durchlief. Im Februar 2021 wechselte er nach Deutschland in die U-19 der TSG 1899 Hoffenheim. Für diese kam er insgesamt siebenmal zum Einsatz. Im August 2022 kehrte der Stürmer nach Österreich zurück und schloss sich dem Bundesligisten TSV Hartberg an, bei dem er einen bis Juni 2025 laufenden Vertrag erhielt.
Sein Debüt in der Bundesliga gab er im Oktober 2022, als er am zehnten Spieltag der Saison 2022/23 gegen den SK Austria Klagenfurt in der 72. Minute für René Kriwak eingewechselt wurde. Bis zur Winterpause kam er zu drei Bundesligaeinsätzen. Im Februar 2023 wurde er an den Zweitligisten SV Lafnitz verliehen. Bis zum Ende der Leihe kam er zu sechs Einsätzen in der 2. Liga, in denen er dreimal traf. Im Juli 2023 wurde er dann fest von Lafnitz verpflichtet. Mit Lafnitz stieg er am Ende der Saison 2024/25 aus der 2. Liga ab.
Daraufhin wechselte Knollmüller zur Saison 2025/26 zum Bundesligisten FC Blau-Weiß Linz, bei dem er einen bis 2027 laufenden Vertrag erhielt.

### Nationalmannschaft
Knollmüller spielte im April 2018 erstmals für eine österreichische Jugendnationalauswahl. Im März 2022 debütierte er gegen Spanien im U-19-Team. Mit der U-19-Auswahl nahm er 2022 auch an der EM teil. Während des Turniers kam er in allen vier Partien zum Einsatz, mit Österreich schied er aber in der Gruppenphase aus und verpasste anschließend auch die Qualifikation für die WM.